# Божидар Бояджиев
 Тази статия е за художника.  За състезателя по борба вижте Божидар Бояджиев (борец).  
Божидар Стоянов Бояджиев е български художник, авангардист. Работи в областта на съвременното изкуство. Професор е в Националната художествена академия, от 2004 г. ръководи катедра „Живопис“. Божидар Бояджиев има над 20 самостоятелни изложби в България и чужбина – във Франция, Испания, Бразилия и др. Представя картините си в десетки международни колективни експозиции в Австрия, Германия, Великобритания, Холандия, Гърция, Швейцария.

## Биография
Роден е на 15 февруари 1956 г. в София. Завършва 91-ва гимназия с преподаване на немски език „Карл Либкнехт“ и Висшия институт за изобразително изкуство „Николай Павлович“, специалност „Живопис“, при проф. Найден Петков през 1982 г.
През 1987 г. става един от учредителите на авангардната група „Градът“, която се бори с конюнктурата в изкуството. Той и Недко Солаков са единствените, които, дори след разпадането на артистичната организация, продължават да работят съвременно изкуство. Повечето от останалите автори се връщат към живописта. Все пак Божидар Бояджиев, подобно на повечето членове на групата – проф. Вихрони Попнеделев, проф. Андрей Даниел, проф. Греди Асса – става професор по живопис и дори шеф на катедрата в академията. Намира място и в СБХ – организация, атакувана някога от група „Градът“ и в продължение на няколко години е шеф на Международния отдел там.

## Творби
Нови творби са притежание на Националната художествена галерия в София, Софийска градска художествена галерия, както и художествените галерии в Добрич, Бургас, Сливен, Пловдив, Пазарджик, Перник, Габрово, Шумен. Картините му са част и от многобройни чуждестранни колекции.
Негови произведения представят България в цял свят – печели конкурс за 25-о биенале в Сао Пауло с „Видеоконцерт ІV“, със серия гилотини излиза от страната през 1995 година.

## Изложби

### Самостоятелни изложби
По-важни негови самостоятелни изложби:
- 2005: Screenshots, галерия Кръг+, София
- 1998: АТА Център за съвременно изкуство, София
- 1995: Другата реалност, Градска галерия, Балчик
- Сбогом К. галерия АТА-РАЙ, София
- 1993: Вупертал, Германия

### Колективни изложби
По-важни негови колективни изложби:
- 2005: II международно биенале, Пекин, Китай
- Международно биенале за съвременно изкуство, Прага, Чехословакия
- 2004: Биенале, Шумен
- 1998: 7-о международно биенале, Кайро, Египет
- 1996: 23-то международно биенале, Сао Пауло
- Международно триенале за живопис, София
- 1993: 25-и международен фестивал за живопис, Кан сюр Мер, Франция
- Outlived Future, фондация Фридрих Науман, Бон, Германия
- 1990: The City Utopia, галерия Бонигтон, Нотингам, Англия
- 1988: Градът, галерия Раковски 125, София

## Награди
Божидар Бояджиев е носител на наградата на Министерството на културата (1998), първа награда международния фестивал по живопис в Кан сюр Мер, Франция (1989), първа награда на пленера по живопис в Хайдубьосьормени, Унгария (1985). През 1982 г. е удостоен с отличието на Съюза на българските художници.